# Без дыхания
«Без дыхания» (англ. Loss of Breath) — рассказ Эдгара Аллана По, опубликованный 10 ноября 1832 года в журнале Philadelphia Saturday Courier под названием «Бесспорная потеря». В сентябре 1835 года был впервые издан под окончательным изданием в журнале The Southern Literary Messenger.
Главный герой, от которого ведется повествование, внезапно утратил способность дышать. Окружающие из-за этого сочли его сумасшедшим. Рассказ представляет собой пародию на сообщения о чрезвычайных происшествиях, которые публиковались в американских журналах. Однако в ходе работы он превратился в сатиру на американское общество.